# Franz Josef (stad)
Franz Josef is een kleine plaats met ongeveer 320 inwoners in de West Coast regio op het Zuidereiland van Nieuw-Zeeland en op ongeveer 20 minuten wandelen van het Nationaal park Westland. Dit is een van de dunstbevolkte regio's van het land met slechts 31.500 inwoners. In de buurt bevinden zich twee gletsjers; Franz Josef en Fox.

## Galerij

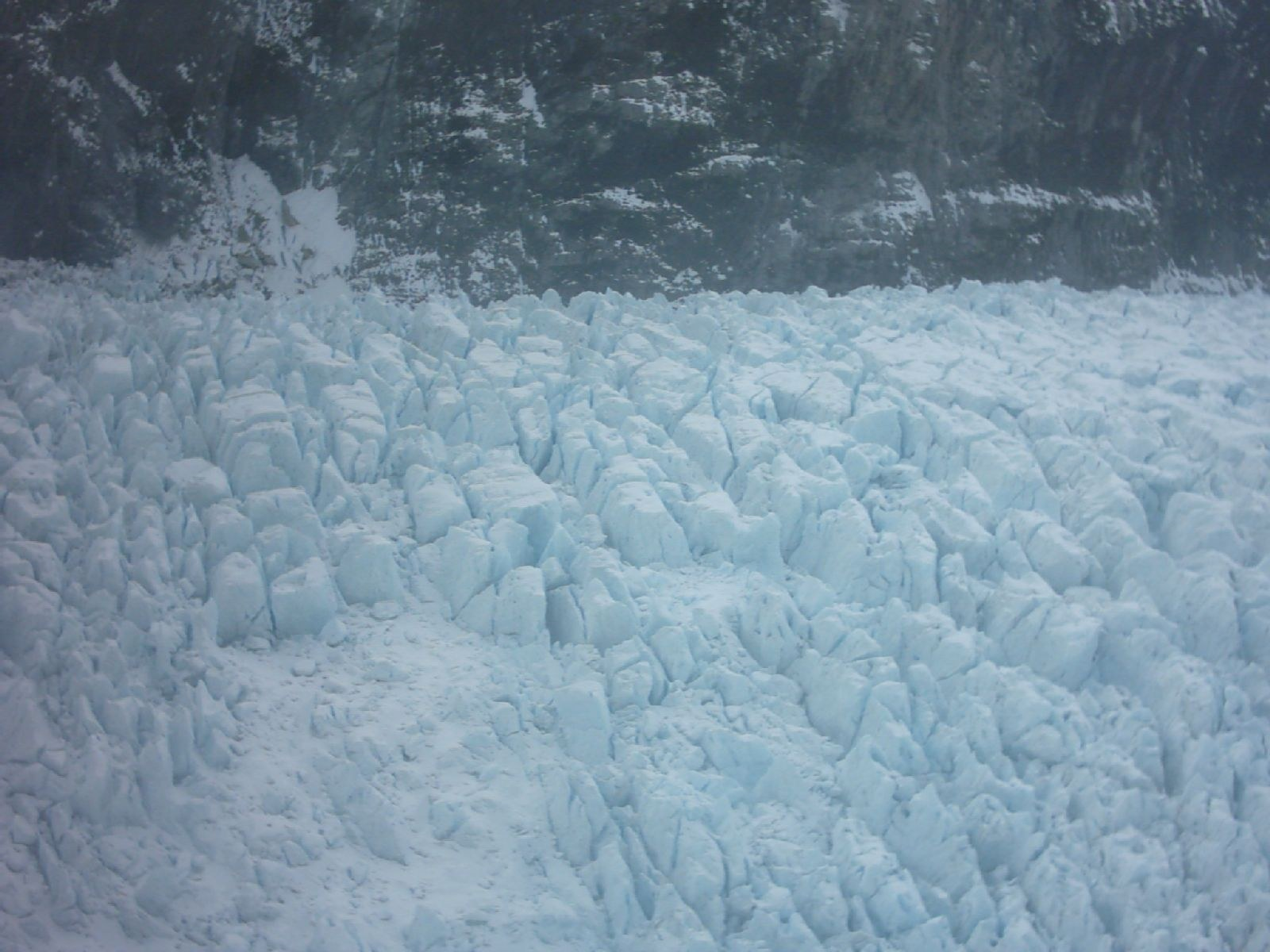
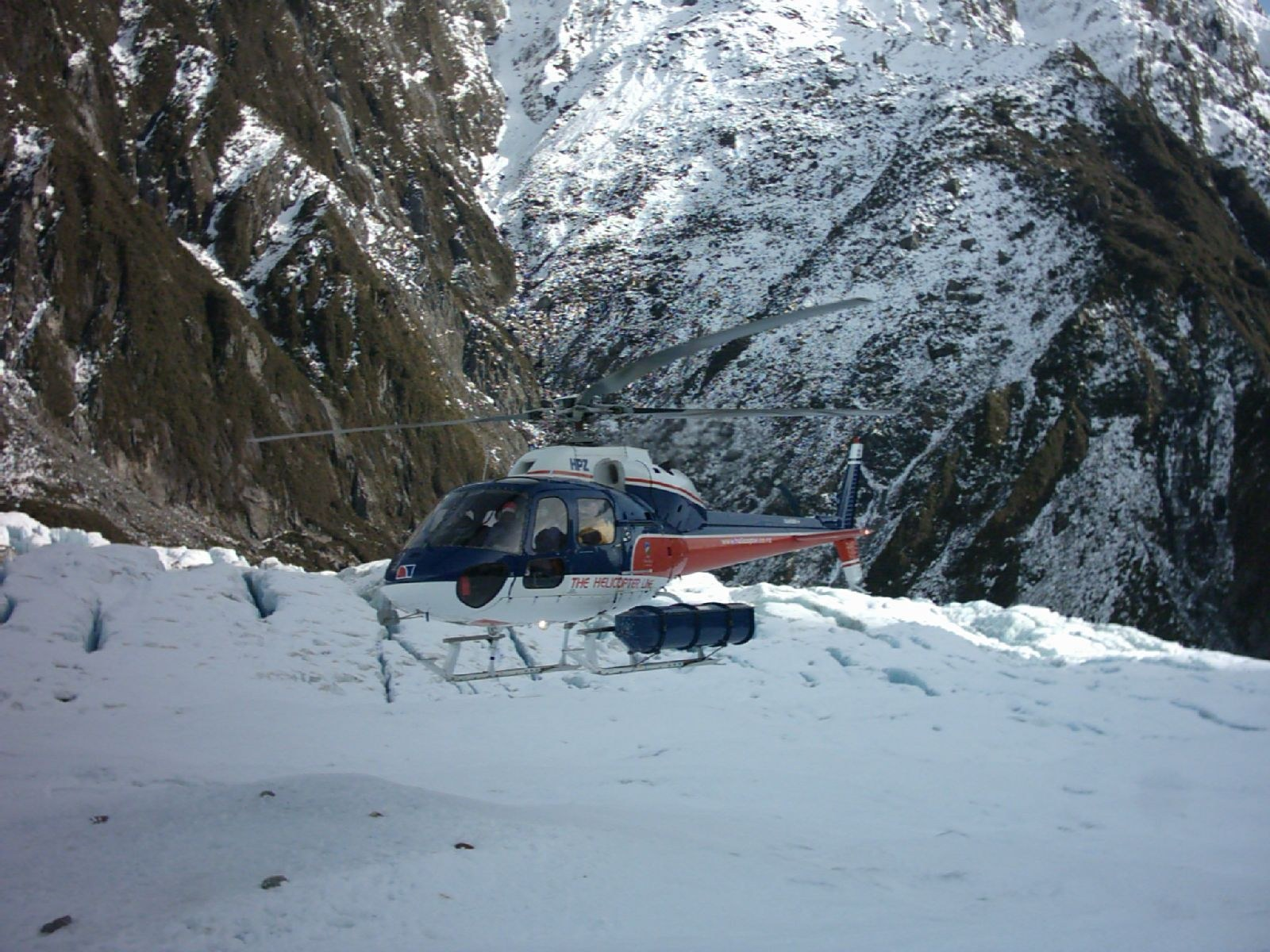
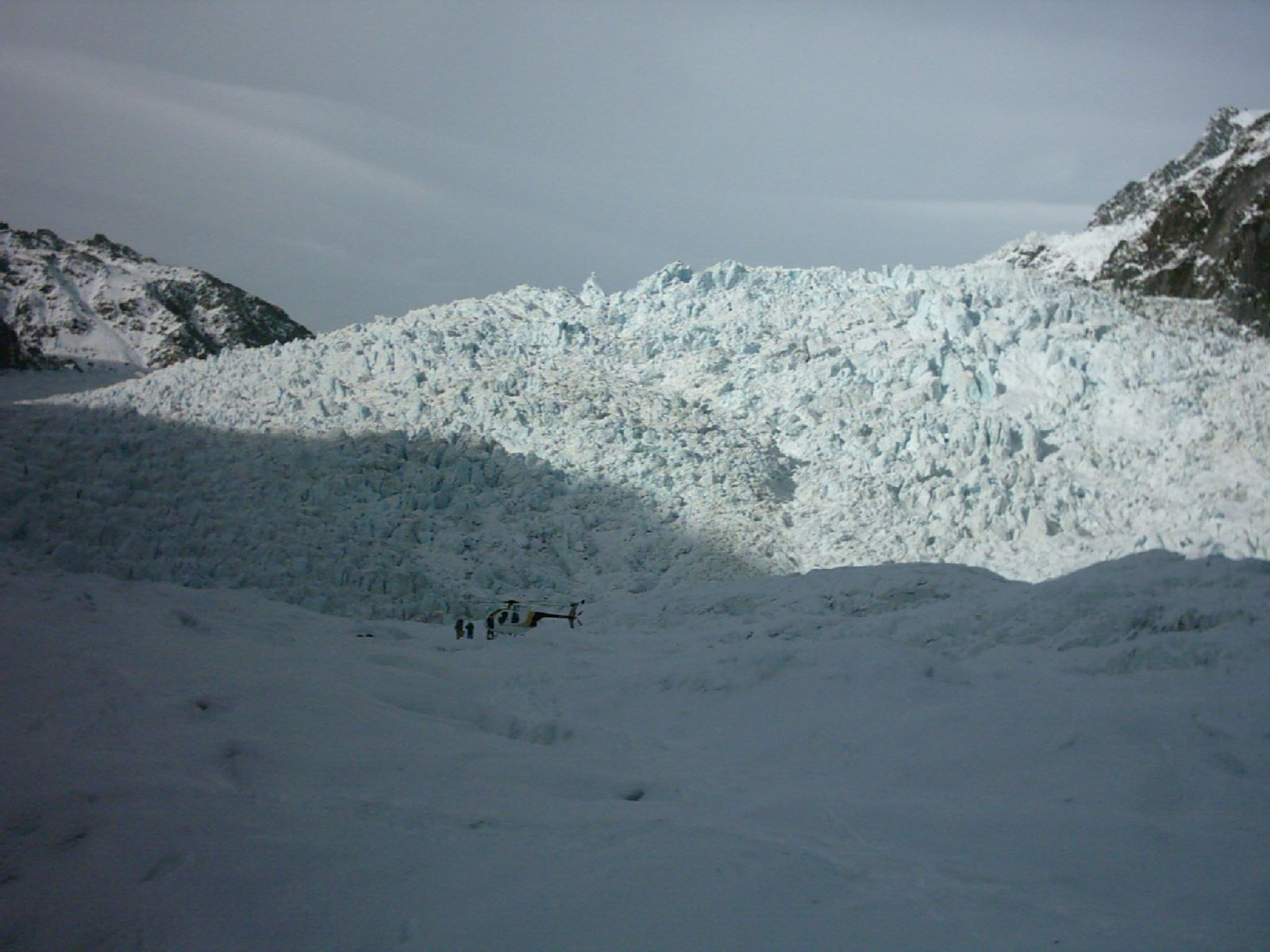

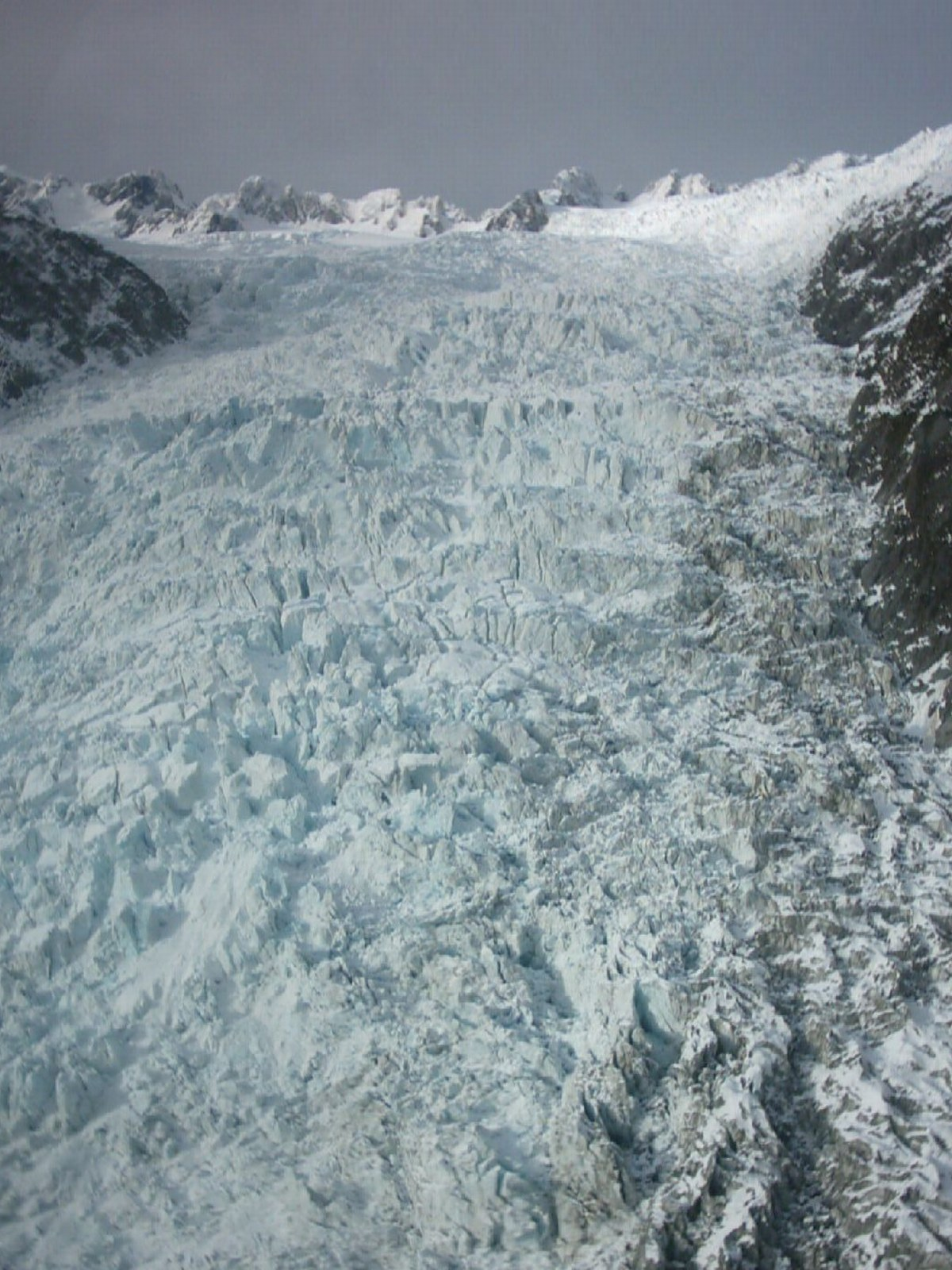
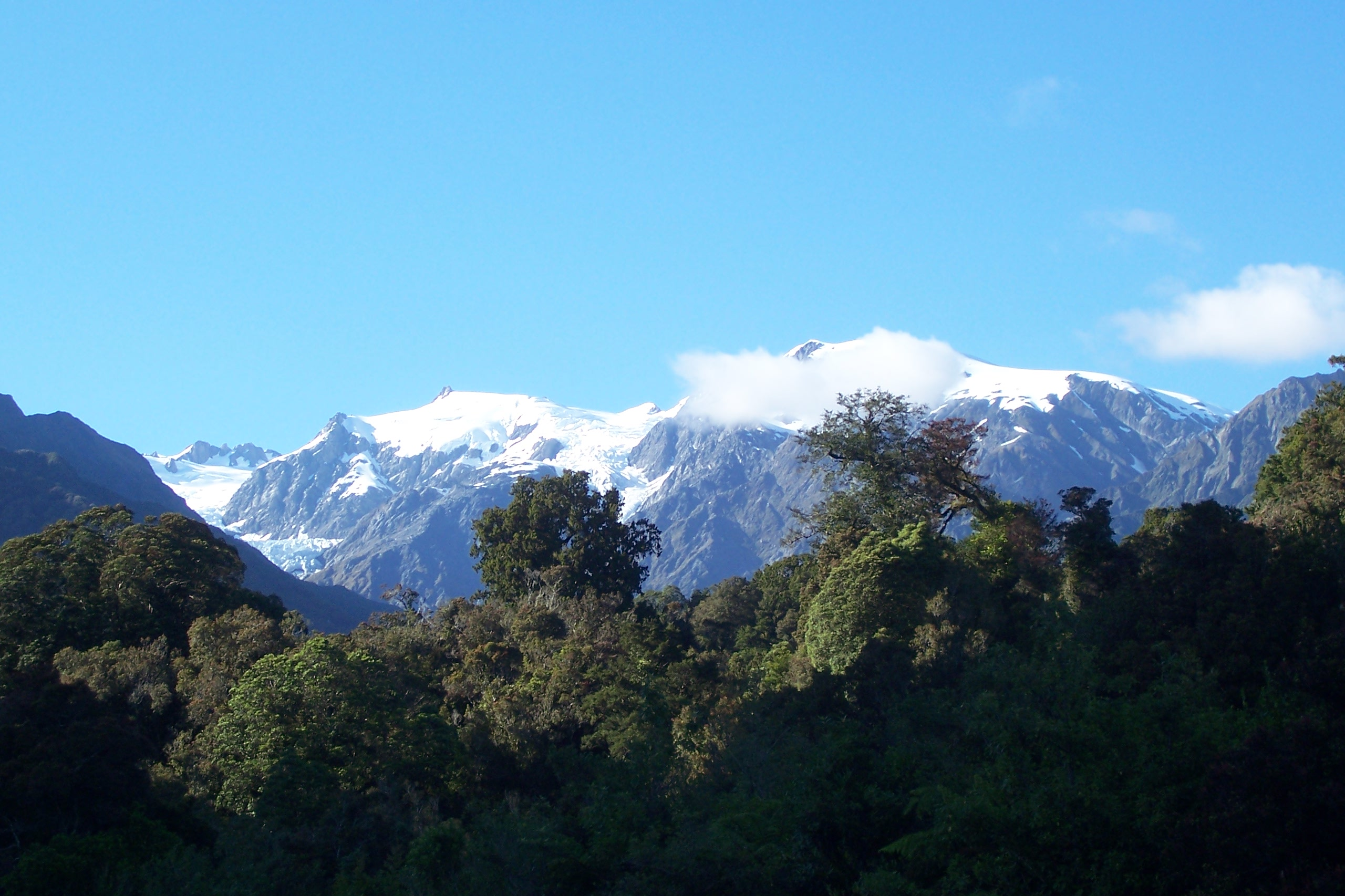

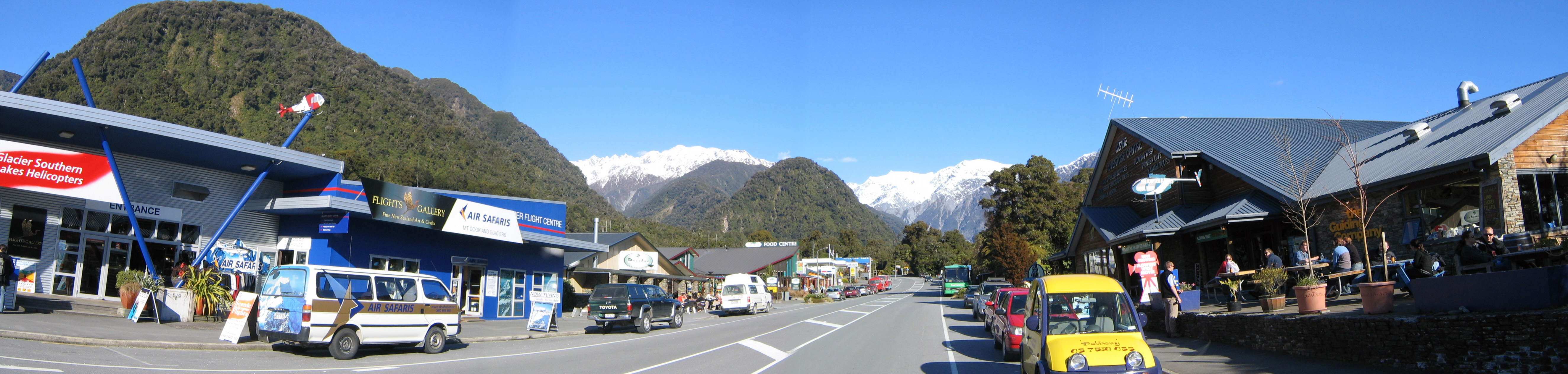
Franz Josef

## Gletsjer
De plaats is vernoemd naar de naburige Franz Josefgletsjer - deze is door Julius von Haast genoemd naar keizer Frans Jozef I van Oostenrijk. In Maori heet de gletsjer "Ka Roimata o Hinehukatere". De gletsjer ligt ongeveer 5 km van de plaats en is zeer goed toegankelijk, daarom is het ook een drukbezochte toeristische attractie. Het bijzondere aan de gletsjer is de extreme groei en terugtrekking tot wel 70 cm per dag. Dat is ruim tien maal zo snel als de meeste gletsjers.